# Obice
L'obice (òbice o obizzo in forma più arcaica, dal tedesco Haubitze, a sua volta dal boemo houfnice «fionda») è un'arma da fuoco di artiglieria, impiegata prevalentemente per il tiro diretto sui bersagli. Originariamente l'obice viene pensato come pezzo d'artiglieria intermedio tra il cannone, con la sua traiettoria dritta, e il mortaio, con il suo tiro a parabola. A partire dalla fine del secondo conflitto mondiale, gran parte dei pezzi d'artiglieria adottati dagli eserciti per l'attacco di bersagli terrestri è costituita da obici, i quali  tuttavia hanno assimilato molte delle caratteristiche tipiche dei cannoni, come la grande lunghezza della canna e la maggiore velocità alla bocca.
La storia della nascita dell'obice come arma d'assedio è controversa. Tradizionalmente la sua invenzione è datata attorno al 1570 e attribuita al padovano Pio Enea I Obizzi (che secondo alcune fonti gli avrebbe anche dato il nome obice), esponente di una importante e antica famiglia di cavalieri mercenari e collezionisti di armi e armature un tempo conservate al castello del Catajo. I documenti che descrivono la collezione citano la presenza del primo esemplare dell'obice. In realtà pare fosse già apparso più di un secolo prima durante le guerre hussite.

## Storia

### L'età moderna ed i primi esemplari

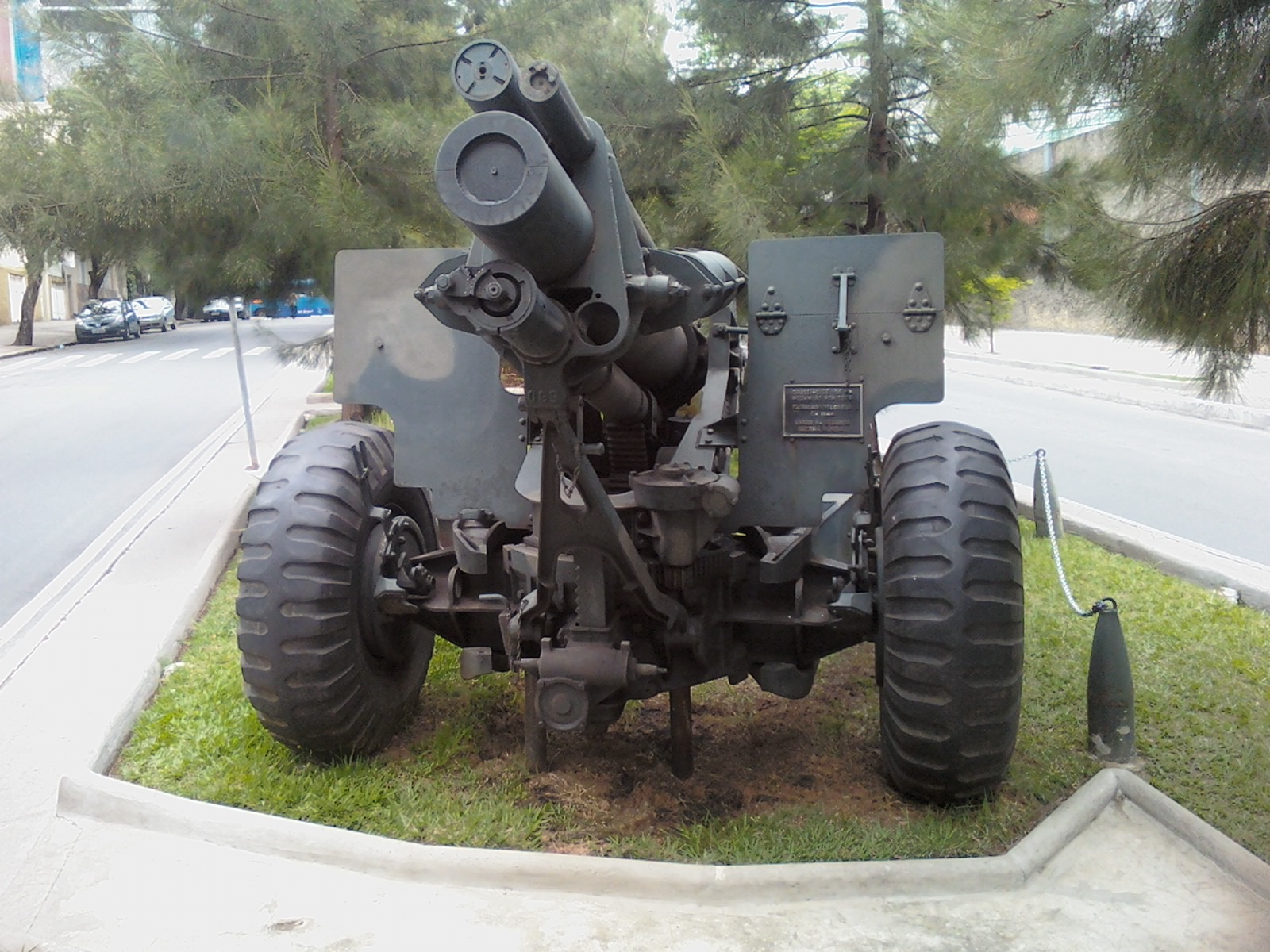
Belo Horizonte, Minas Gerais

I primi pezzi di artiglieria utilizzavano palle piene di pietra o di ferro, tuttavia apparve presto chiaro che l'utilizzo di esplosivi permetteva una maggiore distruttività dei colpi delle armi da fuoco, soprattutto nel caso che i proiettili fossero lanciati oltre ostacoli (mura o ostacoli naturali). Per questo motivo fino dal XV secolo si parlò di "fochi artifiziati", cioè di proiettili che esplodevano dopo il lancio- Per questo motivo, a partire dall'epoca delle guerre hussite, furono utilizzate palle cave riempite di polvere che venivano fatte esplodere tramite una spoletta, indicate in francese come obus, da cui il nome di obice per la relativa arma da lancio. I primi pezzi ad utilizzare proiettili esplodenti erano in realtà mortai, in quanto sparavano unicamente nel secondo arco; ma, a partire dal XVII secolo, si svilupparono studi per utilizzare "cannoni" (cioè bocche da fuoco capaci di tirare sia nel primo sia nel secondo arco) per lanciare bombe (granate esplosive). La prima indicazione dell'uso di obici (obus) veri e propri viene dalla cattura nella battaglia di Neerwinden del 1693 di "mortai… costruiti come i cannoni di cui si servono gli inglesi e gli olandesi".
Fin dall'origine dell'artiglieria si ebbe una distinzione precisa fra cannoni (a canna lunga) e mortai o bombarde (a canna corta); i mortai trovarono il loro uso principale nell'artiglieria d'assedio e l'ulteriore distinzione, dovuta al diverso impiego tattico, fu che i cannoni tiravano a palla piena, mentre i mortai tiravano bombe esplodenti: con questi ultimi, quindi, il tiro veniva effettuato col metodo "a due fuochi", cioè un primo servente accendeva la miccia della bomba e successivamente, dopo che il primo si era ritirato, un secondo servente accendeva la carica di lancio. Dato che praticamente tutti pezzi d'artiglieria erano ad avancarica, solo i mortai potevano essere utilizzati per lanciare bombe, dato che il sistema a due fuochi non era utilizzabile per i cannoni a causa della lunghezza della canna. Tuttavia i mortai presentavano alcune caratteristiche sgradite agli utilizzatori: in particolare, la canna corta portava ad una velocità alla bocca relativamente bassa ed il calibro elevato portava ad un notevole peso del pezzo di artiglieria. In base a queste considerazioni, furono iniziati studi per l'utilizzo di pezzi più mobili (quindi con calibro ridotto) e più precisi (quindi con la canna più lunga) dei mortai. Questi pezzi, montati su affusti ruotati e non su affusti a slitta come i mortai, furono denominati dagli inglesi howitz.
Successivamente le canne degli obici furono allungate, prima da Federico il Grande e successivamente dalle altre potenze europee. Nel 1765 il generale Gribeauval introdusse il sistema di calibri e di affusti unificato per l'artiglieria francese, che prevedeva anche due obici (da 6 libbre e da 8 libbre) e, da quel momento, gli obici entrarono in organico negli eserciti europei, anche se, per tutto il periodo napoleonico, furono molto più diffusi i cannoni. Tuttavia già nel 1816 nell'Esercito Prussiano il rapporto fra cannoni ed obici era circa di 2:1.

### Sviluppo nel XIX secolo
Nel corso del XIX secolo le armi da fuoco ebbero alcuni sviluppi fondamentali, come la tecnologia della retrocarica, la rigatura della canna e la conseguente adozione della granata ogivale al posto della palla tonda. Tutti e tre questi sviluppi favorirono gli obici, in grado di lanciare proiettili esplodenti rispetto ai cannoni, in particolare la rigatura e la conseguente rotazione del proiettile permisero di migliorare la precisione del tiro, fino ad allora limitata dalla minore lunghezza delle canne degli obici rispetto a quelle dei cannoni.
Questo portò ad un utilizzo molto più diffuso per gli obici. Per fare un confronto, nel 1861 erano in servizio nella Royal Artillery sia obici pesanti (fusi in ghisa) da 8 e 10 in sia obici leggeri (fusi in bronzo) da 32 pr, 24 pr, 12 pr e 4 2/5 in.

### Nelle guerre mondiali

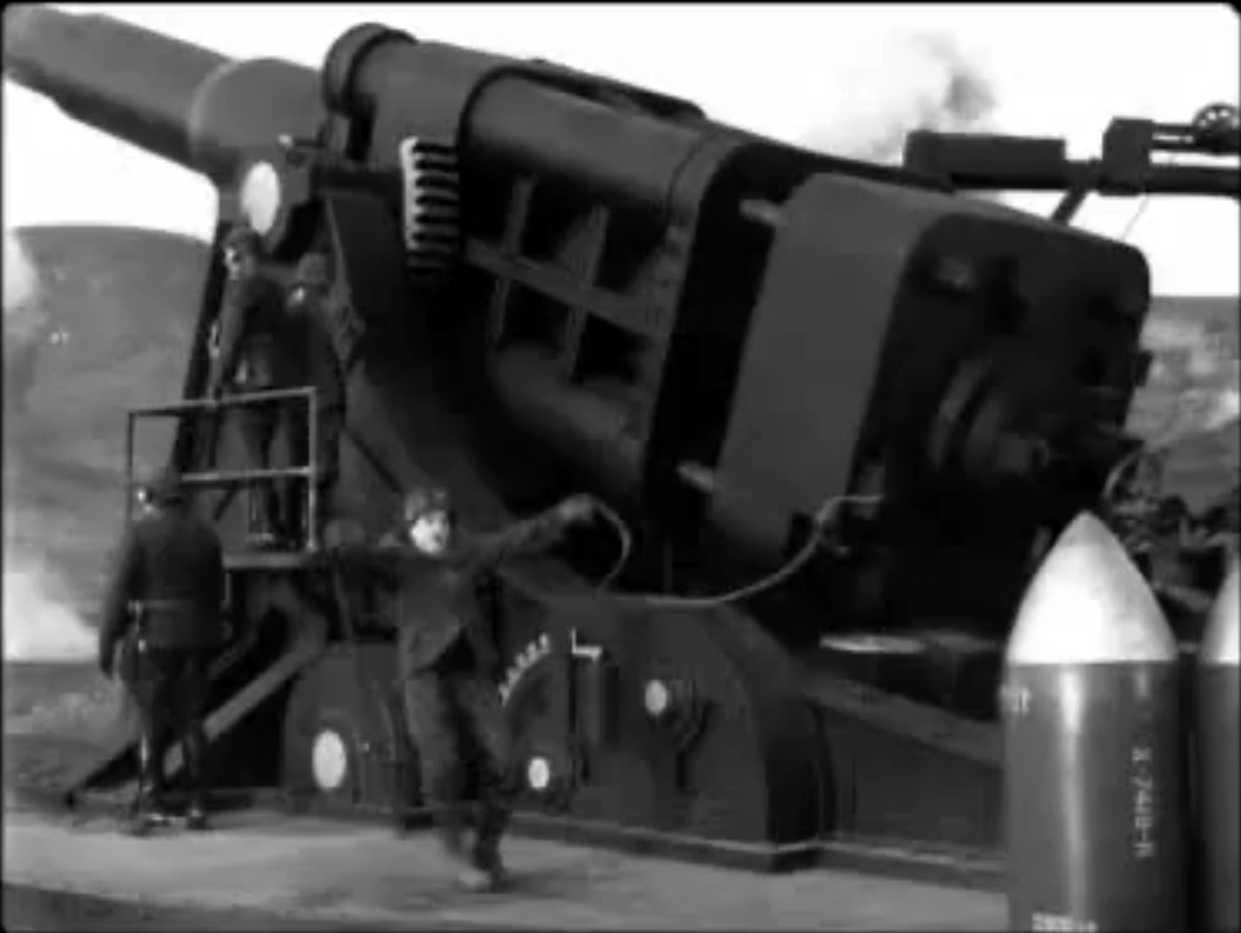
Rappresentazione ironica della Grande Berta, un obice pesante usato dall'Esercito Tedesco durante la prima guerra mondiale, dal film Il grande dittatore di Charlie Chaplin

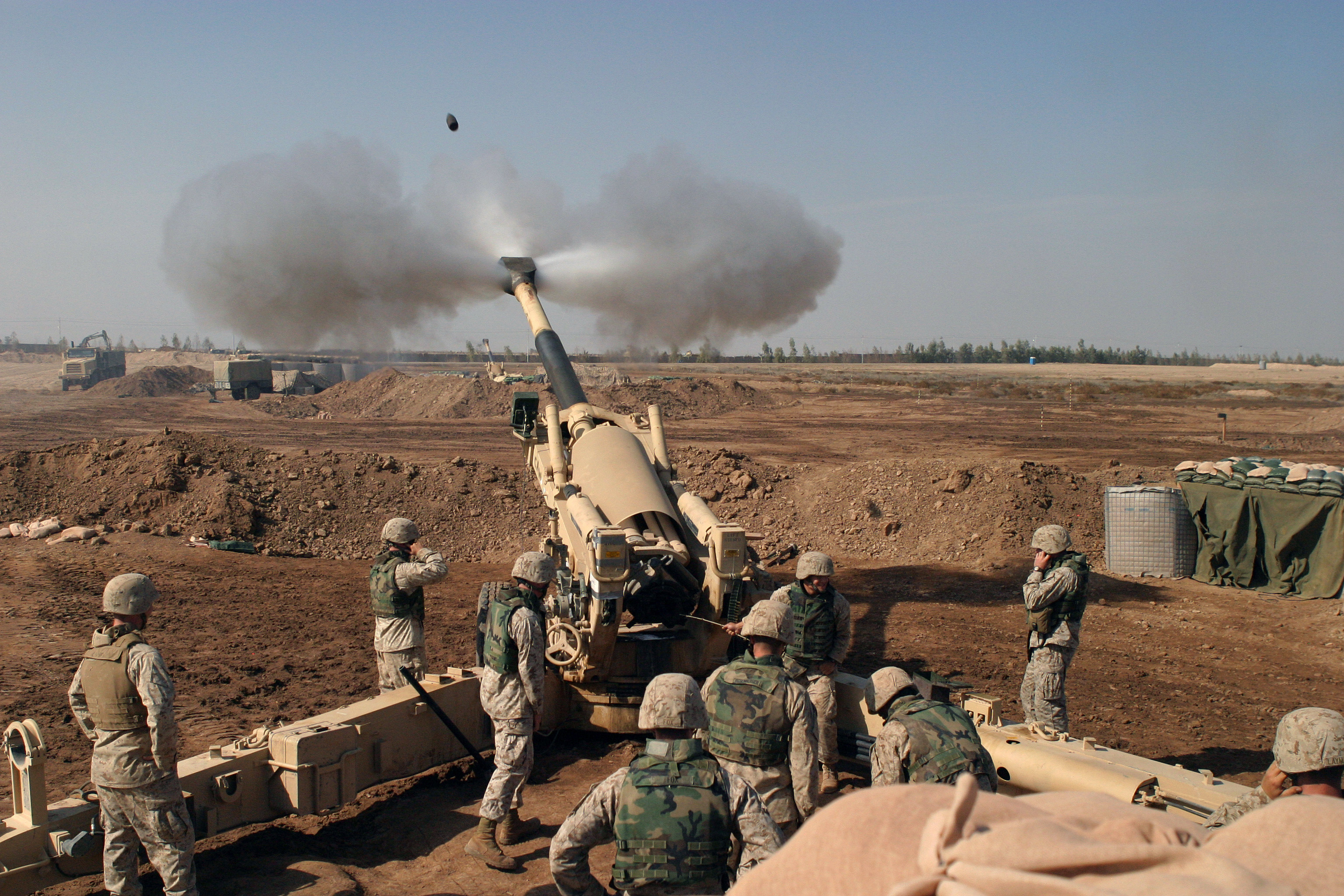
Un obice M198 da 155mm in azione circondato dagli artiglieri del 4º battaglione del 14º reggimento Marine. L'immagine è stata ripresa l'11 novembre 2004 nel campo militare di Falluja durante l'operazione Phantom Fury.

Nel corso delle guerre mondiali gli obici ebbero una maggiore diffusione rispetto ai cannoni, che furono utilizzati per compiti specializzati (tiro contraerei, tiro controcarri e per tiro a lunga distanza), questo grazie al minore peso degli obici ed alla loro capacità di tiro indiretto.
Nel corso della prima guerra mondiale il tiro a puntamento diretto (con cannoni) fu considerato un'eccezione, e gli obici videro un notevole impiego praticamente in tutti i calibri compresi fra 75 e 420 mm. Per chiarezza di termini: tiro diretto è quello nel quale il tiratore (o la centrale di tiro) vede il bersaglio e il punto di caduta dei propri colpi (esempi tipici il combattimento navale con le artiglierie e quello dei carri armati). Tiro indiretto è invece quello nel quale i singoli pezzi e le batterie non vedono il punto di caduta dei propri colpi, ma seguono le indicazioni trasmesse da posti di osservatori distaccati sul terreno, anche a parecchi chilometri di distanza. Questa modalità è evidentemente più complessa e richiede una notevole organizzazione per dirigere le operazioni.
Nella seconda guerra mondiale gli obici furono nuovamente usati ampiamente da tutti gli stati partecipanti. Per esempio le divisioni di fanteria tedesche avevano in organico un reggimento su quattro gruppi tre di obici leggeri (105 mm) ed uno di obici pesanti (150 mm), mentre i cannoni, a parte quelli contraerei e controcarri, erano assegnati solo a livello di corpo d'armata o di armata. Invece l'esercito britannico utilizzava a livello divisionale solamente i cannoni obice (88 mm), utilizzando i medi calibri (140 mm) a livello superiore.

## Descrizione
Caratteristica distintiva dell'obice rispetto al cannone è la capacità di effettuare tiri sia con il primo che col secondo arco, allorché il cannone è progettato per tirare solo lungo il primo arco. Invece il mortaio di norma spara solo nel secondo arco. In conseguenza di un utilizzo prevalente con il secondo arco, e quindi con velocità alla bocca minori, gli obici morfologicamente hanno una lunghezza relativa della canna (lunghezza assoluta/calibro) inferiore rispetto ai cannoni.
Nel tiro di artiglieria le parabole descritte dai proietti (prendono il nome di "proietti" quelli di obici e cannoni, in quanto oltre a ruotare su sé stessi durante il loro percorso, non hanno il fondello come nel munizionamento per armi leggere; mentre si dicono "bombe" quelle da mortaio, che non ruotano) si distinguono in primo e secondo arco. Il primo arco parte dalla linea retta teorica che si otterrebbe per il tiro ad alzo zero, fino alla parabola che consente al proiettile di raggiungere la distanza (gittata) maggiore, idealmente 45° in realtà un po' di meno a causa della resistenza dell'aria.
Il secondo arco è ottenuto da alzi (e quindi angoli di tiro rispetto al terreno) superiori, i quali accorciano la gittata, ma consentono di superare ostacoli più elevati. Il tiro col secondo arco è di norma meno preciso rispetto a quello con il primo arco.